# Objaw Riddocha
Objaw Riddocha – możliwość spostrzegania i śledzenia poruszających się obiektów (pozostają one jednak bezkształtne i bezbarwne) w ślepych dla statycznego obrazu połówkach pola widzenia w przebiegu uszkodzenia kory projekcyjnej płata potylicznego. Objaw Riddocha wskazuje na możliwość cofnięcia się niedowidzenia połowiczego. Hipotezę potwierdza badanie elektronystamograficzne z zapisem oczopląsu optokinetycznego.